# Павликів Марія Теофілівна
Марія Теофілівна Па́вликів (у шлюбі Новаківська; нар. 1 червня 1865, Львів — пом. 1930, Львів) — українська оперна й камерна співачка (драматичне сопрано), педагог.

## Біографія
Народилась 1 червня 1865 року у Львові. Дочка громадського і релігійного діяча Теофіла Павликова. 1888 року закінчила школу співу А. Пасхаліс і А. Соувестрі у Львові. У 1889—1897 роках виступала на сцені Львівського оперного театру (з 1897 до 1906 року — епізодично). В 1909—1910 роках викладала вокал у Музично-драматичному інституті імені М. Лисенка у Львові.
Померла у Львові у 1930 році.

## Творчість
Партії
- Одарка («Купало» Вахнянина);
- Рахіль («Дочка кардинала» Галеві);
- Галька («Галька» Монюшка);
- Норма («Норма» Белліні);
- Аїда («Аїда» Верді);
- Сантуцца («Сільська честь» Масканьї);
- Маргарита («Фауст» Гуно);
- Манон Леско («Манон» Массне) та інші.

В 1882—1901 роках виступала як камерна співачка на українських і польських концертах у Львові, Кракові, Рогатині, Трускавці. Виконувала, зокрема, твори М. Лисенка («Купи мені, мамо, намисто»), В. Барвінського, С. Людкевича, M. Вербицького, П. Ніщинського, С. Гулака-Артемовського та інше.